# Марчелано (Перуђа)
Марчелано је насеље у Италији у округу Перуђа, региону Умбрија.
Према процени из 2011. у насељу је живело 585 становника. Насеље се налази на надморској висини од 403 м.